# Crown the Empire
Crown the Empire est un groupe de metalcore américain, originaire de Dallas, au Texas.

## Biographie

### Débuts (2010–2012)
Crown the Empire est formé en juillet 2010 par Andrew Velasquez, Austin Duncan, Hayden Tree, et Brandon Hoover pendant leurs études au Colleyville Heritage High School. Le groupe se forme lorsque « Brandon et Austin ont décidé de jammer ensemble. » Le but ultime du groupe était de « devenir le groupe le plus heavy de leur périmètre. » Alex Massey devient à l'origine le batteur du groupe avant d'être remplacé par Brent Taddie en mai 2011. En 2011, les membres de Crown the Empire recherchent un guitariste. Ils recrutent alors Bennett Vogelman (Benn Suede).
Ils publient leur premier EP, Limitless, en 2011. Limitless est publié le 29 novembre 2011 sur iTunes. Le 5 décembre 2011, le groupe publie un tournage dans les coulisses de leur clip à venir de la chanson Voices, issue de l'EP Limitless. Dans la vidéo, le groupe annonce la date de sortie de la vidéo prévue pour le 11 décembre. Comme annoncé, ils publient la vidéo sur leur page YouTube. Le 24 décembre 2011, ils publient une reprise de la chanson Let It Snow sur YouTube.
Le 31 décembre 2011, le groupe publie une vidéo de la version acoustique d leur chanson Wake Me Up.
Le 17 janvier 2012, le groupe annonce sa première tournée américaine avec A Skylit Drive. Elle prend place du 3 au 7 mars, d'abord en Arizona, puis en Arkansas. Le 21 mars 2012, des rumeurs circulent selon lesquelles le groupe aurait signé chez Rise Records, ce que Crown the Empire confirme par la suite. Le 23 mars 2012, ils annoncent la vidéo Viva La Rise! et une reprise de Moves Like Jagger.

### The Fallout(2012–2013)
Le 26 août 2012, le groupe annonce la venue d'un nouveau chanteur, David Escamilla, aux côtés d'Andy Leo. Avec l'arrivée d'Escamilla, ils annoncent leur entrée en studio avec Joey Sturgis pour l'enregistrement d'un premier album studio. Le 6 septembre, le groupe publie la première vidéo dans laquelle participe David Escamilla.
Le 27 août 2012, le groupe annonce sa participation au Infamous Tour de Motionless in White pour début novembre 2012 ; cependant, ils doivent annuler leur participation. Le 25 octobre, le groupe publie son premier single, Makeshift Chemistry issu de leur album, The Fallout, qui est publié le 20 novembre au label Rise Records. Le 8 novembre 2012, le groupe publie son deuxième single issu de l'album, Memories of a Broken Heart. Le 14 novembre, le groupe publie la première partie d'une vidéo appelée Oh, Catastrophe. Le lendemain, ils publient la deuxième partie intitulée, The Fallout. Le 15 novembre 2012, ils streament leur premier album dans son intégralité quelques jours avant sa sortie officielle.
Le 18 janvier 2013, Rise Records annoncent leur tournée printanière en mi-avril et début mai avec Like Moths to Flames, the Color Morale, Palisades et My Ticket Home. Le 11 mars 2013, le groupe annonce sa première tournée en tête d'affiche appelée The Generation Tour, qui prendra le 7 mai à Toledo, Ohio, puis à Oklahoma City, en Oklahoma, le 26 mai avec Capture the Crown, Palisades, Heartist, et Famous Last Words. Le groupe joue aussi le South by South West Tour, puis en avril avec Like Moths to Flames. Le 23 mars 2013, le groupe annonce sa venue au Warped Tour. Le même jour, ils publient une version live de leur single Makeshift Chemistry. Le 6 juin 2013, le groupe publie une version live de la chanson Menace, issue de l'album, The Fallout. Le 25 juin, ils annoncent leur participation à la tournée d'Asking Alexandria en parallèle à la sortie de leur album, From Death to Destiny, avec Motionless in White et Upon a Burning Body. Le 25 juin toujours, le groupe annonce le tournage d'un clip pour leur album.
Le 2 août 2013, ils publient leur dernier single, Memories of a Broken Heart. Crown the Empire joue au Vans Warped Tour en 2014.

### The Resistance: Rise of the Runaways (2014–2015)
Une réédition de The Fallout est publiée en 2013, avec David Escamilla au chant. D'après le groupe, « TOUT » a été refait. Le 28 novembre 2013, Breaking Point, un single de la réédition est publié.
Le 22 juillet 2014, le groupe sort son second album, The Resistance: Rise of The Runaways. Il est accueilli positivement par la presse.
Le 8 septembre 2015, Crown the Empire publie un nouveau single, Prisoners of War. Le 6 novembre 2015, Crown the Empire révèle à l'Alternative Press le départ du guitariste Benn Suede. À la fin de 2016, Crown The Empire reprend la chanson de My Chemical Romance Welcome to the Black Parade.

### Retrograde (2016–2017)
Crown The Empire publie son troisième album, Retrograde, le 22 juillet 2016. L'album débute 15e du Billboard 200. En novembre 2016, le groupe annonce que Dave Escamilla se met en pause. Le 8 janvier 2017, ils annoncent le départ de David Escamilla.

### Sudden Skyet07102010(2018–présent)
Le 6 janvier 2022, le groupe annonce le départ de Brent Taddie.

## Discographie

### Albums studio
- 2012 : The Fallout
- 2014 : The Resistance: Rise of The Runaways
- 2016 : Retrograde
- 2019 : Sudden Sky

### EP
- 2011 : Limitless

## Membres

### Membres actuels
- Andrew « Andy Leo » Velasquez – chant solo (depuis 2010), claviers, synthétiseur, piano (depuis 2012)
- Brandon Hoover – guitare solo (2010–2011, depuis 2014), chœurs (depuis 2010), guitare rythmique (2011–2015, depuis 2017), chant clair (depuis 2017)
- Hayden Tree – basse (depuis 2011), chœurs (2010–2011, depuis 2015), guitare rythmique (2010–2011), chant guttural (2010, 2011–2012, depuis 2017)
- Jeeves Avalos – batterie, percussions (depuis 2022)

### Anciens membres
- Devin Detar – basse (2010)
- Brandon Shroyer – basse (2010–2011)
- Alex Massey – batterie, percussions (2010–2011)
- Zac Johnson – chant guttural (2010–2011), basse (2011)
- Bennett « Benn Suede » Vogelman – guitare solo, chœurs (2011–2015)
- Austin Duncan – claviers, synthétiseur, piano (2010–2012)
- David Escamilla – chant solo (2012–2017), guitare rythmique (2014–2017)
- Brent Taddie – batterie, percussions (2011–2022)